# 謝利什恰湖
謝利什恰湖（白俄羅斯語：Селішча）是白俄羅斯的湖泊，位於烏沙奇以西10公里，由維捷布斯克州負責管轄，長1.73公里、寬0.3公里，面積0.52平方公里，集水區面積76.8平方公里，湖岸線長度4.28公里，最大水深14米。